# Vroom Vroom
Vroom Vroom – drugi minialbum angielskiej piosenkarki i autorki tekstów Charli XCX, wydany 26 lutego 2016 roku, nakładem Vroom Vroom Recordings. Minialbum zawiera produkcję szkockiej producentki muzycznej, Sophie.

## Tło
W lipcu 2015 roku, w wywiadzie dla magazynu i-D, Charli XCX powiedziała, że pracuje nad swoim trzecim albumem studyjnym i opisała go jako "najbardziej popową i elektroniczną rzecz", jaką kiedykolwiek zrobiła. W październiku 2015 roku, Charli wydała utwór "Vroom Vroom", który był pierwszą piosenką z minialbumu. 
23 lutego 2016 roku, Charli założyła wytwórnię płytową, Vroom Vroom Recordings, a następnie, 27 lutego 2016 roku, wydała minialbum Vroom Vroom.
Za pośrednictwem Apple Music, 22 kwietnia 2016 roku, Charli wydała teledysk do "Vroom Vroom". 27 maja 2016 roku, minialbum w wersji płyty winylowej został sprzedany w limitowanej serii 1 000 egzemplarzy nakładem Warner Music, a 29 sierpnia 2020 roku, minialbum ponownie w formie płyty winylowej został sprzedany w 2 000 egzemplarzach na Record Store Day.

## Odbiór krytyczny
Vroom Vroom spotkał się z ogólnie korzystnymi opiniami wśród krytyków. Na Metacritic, minialbum uzyskał średnią 64/100, na podstawie 9 recenzji.

## Lista utworów
1. "Vroom Vroom"
2. "Paradise" (ft. Hannah Diamond)
3. "Trophy"
4. "Secret (Shh)"

### Listy tygodniowe
| Kraj              | Lista                           | Pozycja |
| ----------------- | ------------------------------- | ------- |
| Stany Zjednoczone | US Top Dance Albums (Billboard) | 2       |